# Bilokrînîțea, Kremeneț
Bilokrînîțea (în ucraineană Білокриниця) este localitatea de reședință a comunei Bilokrînîțea din raionul Kremeneț, regiunea Ternopil, Ucraina.

## Demografie
Componența lingvistică a localității Bilokrînîțea
     Ucraineană (98,6%)
     Rusă (1,13%)
     Alte limbi (0,23%)
Conform recensământului din 2001, majoritatea populației localității Bilokrînîțea era vorbitoare de ucraineană (98,6%), existând în minoritate și vorbitori de rusă (1,13%).